# Anisotremus davidsonii
Anisotremus davidsonii är en fiskart som först beskrevs av Steindachner, 1876.  Anisotremus davidsonii ingår i släktet Anisotremus och familjen Haemulidae. IUCN kategoriserar arten globalt som livskraftig. Inga underarter finns listade i Catalogue of Life.